# 入江信吾
入江信吾（1976年5月4日—），日本男編劇。出身於福岡縣。福岡縣立修猷館高等學校、神戶大學經濟學部畢業。日本編劇聯盟會員。

## 人物簡介
2004年，從電影公司東映藝術職的編劇人選中獲得採用，2005年以電視劇《相棒》season4 第7話出道。

## 編劇作品

### 電視劇
※粗體字表示說明擔任劇本統籌的作品。
- 相棒系列
  - season4 第7話「波紋」（編劇，2005年）
  - season6 第6話「胸高鳴」（編劇，2007年）
- 從今以後…（編劇，2005年）
- 警視廳搜查一課9係系列
  - season1 第6話「動く指紋謎」（編劇，2006年）
  - season2 第7話「狙誕生」（編劇，2007年）
- 美味學院（日语：美味學院）（編劇，2007年）
- 女刑事水紀 ～京都洛西署物語～（日语：女刑事みずき〜京都洛西署物語〜）系列
  - 2nd SEASON 第4話「日記綴死美人!! 15年目殺意」（編劇，2007年）
- Sunshine Days（日语：サンシャイン デイズ）（編劇，2007年）
- 17「遠野殺人事件」（編劇／共同，2008年）
- Heaven's Rock（編劇，2010年）
- 釣魚刑事（日语：釣り刑事）1～6（編劇）
- 醫療搜查官 財前一二三（日语：医療捜査官 財前一二三）2～5（編劇）
- 請勿拍攝！偶像內幕（日语：撮らないで下さい!!グラビアアイドル裏物語）（編劇，2012年）
- 刑事的證明（日语：刑事の証明）6（編劇，2013年）
- 名偵探 神津恭介（日语：名探偵 神津恭介）2「～詛咒的家～」（編劇，2015年）

### 電影
- Sunshine Days（日语：サンシャイン デイズ）（編劇，2008年）
- RISE UP（日语：RISE UP）（編劇，2009年）
- 白夜行（編劇／共同，2011年）
- 暑假的巨匠[3]（企劃製作、編劇，2017年）

### 電視動畫
- 黑子的籃球（編劇，2012年－2015年）
- 記錄的地平線（編劇，2013年）
- 記錄的地平線 (第2期)（編劇，2014年－2015年）
- ALL OUT!!（編劇，2016年－2017年）
- 黑白來看守所（編劇，2016年）
- 櫻花任務（編劇，2017年）
- 重神機潘多拉（編劇，2018年）
- 黃金神威（編劇，2018年）
- 火之丸相撲（編劇，2018年－2019年）
- 消滅都市（編劇，2019年）
- 博多明太！妖精霹靂芥末子（日语：博多明太!ぴりからこちゃん）（2019年）
- 王者天下 第3系列（編劇，2020年）
- 記錄的地平線 圓桌崩壞（編劇，2021年）
- Love All Play（編劇，2022年）
- 我要【招架】一切～反誤解的世界最強想成為冒險家～（編劇，2024年）

### CD、DVD
- 魔法戰隊魔法連者 Magical Sound Stage (1)
- 魔法戰隊魔法連者 Magical Sound Stage (2) 歌曲精選
- 魔法戰隊魔法連者 Magical Sound Stage (3)
- 廣播劇CD 屋簷下的萌美眉（編劇，2008年）
- 廣播劇CD 問題（編劇，2009年）

## 外部連結
- （日語）－入江信吾的官方網站。
- 入江信吾的X（前Twitter） （日語）